# Xylota nebulosa
Xylota nebulosa är en tvåvingeart som beskrevs av Johnson 1921. Xylota nebulosa ingår i släktet vedblomflugor, och familjen blomflugor. Inga underarter finns listade i Catalogue of Life.